# Luțca
Luțca – wieś w Rumunii, w okręgu Neamț, w gminie Sagna. W 2011 roku liczyła 387 mieszkańców.